# Phalera stephani
Phalera stephani är en fjärilsart som beskrevs av Ernst. 1927. Phalera stephani ingår i släktet Phalera och familjen tandspinnare. Inga underarter finns listade i Catalogue of Life.